# Pays de l'Isle en Périgord
Le Pays de l'Isle en Périgord est situé dans le département de la Dordogne et la région Nouvelle-Aquitaine. 
Il a été formé en vertu de la loi Pasqua qui fait du pays, un véritable territoire de projets, fondé sur une volonté locale.

## Localisation
Le Pays de l'Isle en Périgord est situé dans le département de la Dordogne et la région Nouvelle-Aquitaine. 
Il correspond approximativement aux limites de l'appellation Périgord blanc.

## Composition du Pays
Le Syndicat Mixte du Pays de l'Isle en Périgord regroupe quatre EPCI représentant 93 communes :
- la communauté d'agglomération Le Grand Périgueux (43 communes) ;
- la communauté de communes Isle et Crempse en Périgord (25 communes) ;
- la communauté de communes Isle Vern Salembre en Périgord (16 communes) ;
- la communauté de communes Isle Double Landais (9 communes).

Son nom vient de l'association entre l'Isle, principal affluent de la Dordogne, et l'ancienne province historique du Périgord. Depuis le nord-est et jusqu'à l'ouest du département de la Dordogne, l'Isle est vraiment le trait d'union de ce territoire.
Selon le recensement de 2017, les principaux pôles urbains sont ceux de Périgueux (29 966 habitants et plus de 65 000 habitants dans son unité urbaine), de Montpon-Ménestérol (5 498 habitants et plus de 11 000 habitants dans l'unité urbaine) et de Saint-Astier (5 492 habitants et plus de 6 500 habitants dans l'unité urbaine).